# テクニカルイラストレーション

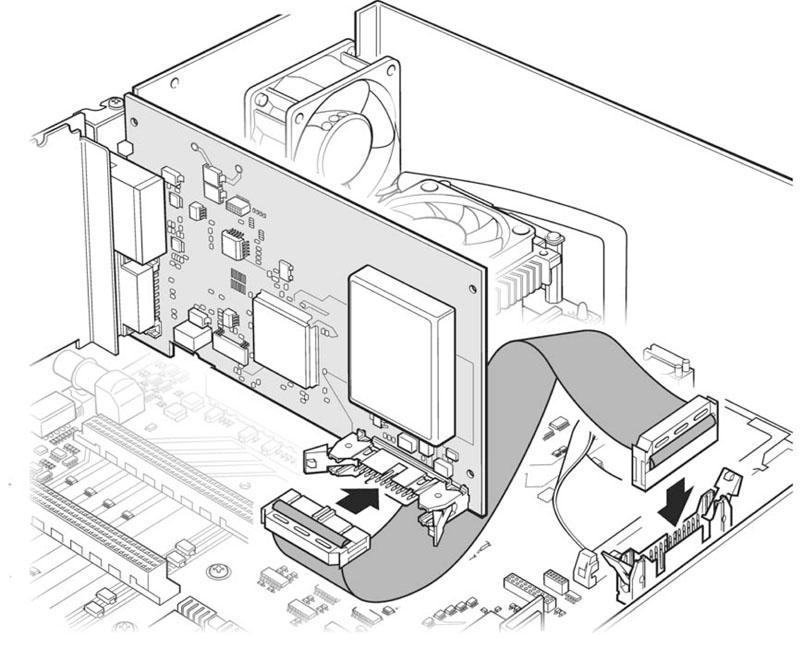
拡張カードの接続方法を図解した3Dテクニカルイラストレーション

テクニカルイラストレーション（英: Technical Illustration）とは、技術的な性質の情報を視覚的に伝達するイラストレーションの用法である。製図やダイアグラムの構成要素ともなる。一般的に「何らかの情報を視覚的な経路により人間の受け手に効果的に伝達する表現力あるイメージを作り出すこと」を目的とする。
Viola（2005）によれば、「技術的な知識のない人でも、アートの部分ではっきりと理解できるように、説明的なテクニックがしばしば導入されている。線幅を変化させて、質量、近接度、およびスケールを強調すること、クロスハッチング、スティプル、および他の抽象化技法は、主題に対してより深くなおかつ次元を与えた」と述べている。
概して、テクニカルイラストレーションは技術的知識を持たない受け手を対象に主題を描出し説明する必要がある。従って視覚イメージは大きさや比率に関しては正確でなくてはならず、「受け手の興味と理解を引き出すために対象物が何であるか・何をしているかの全体的な印象」を提供するものである必要がある。

## テクニカルイラストレーションの種類

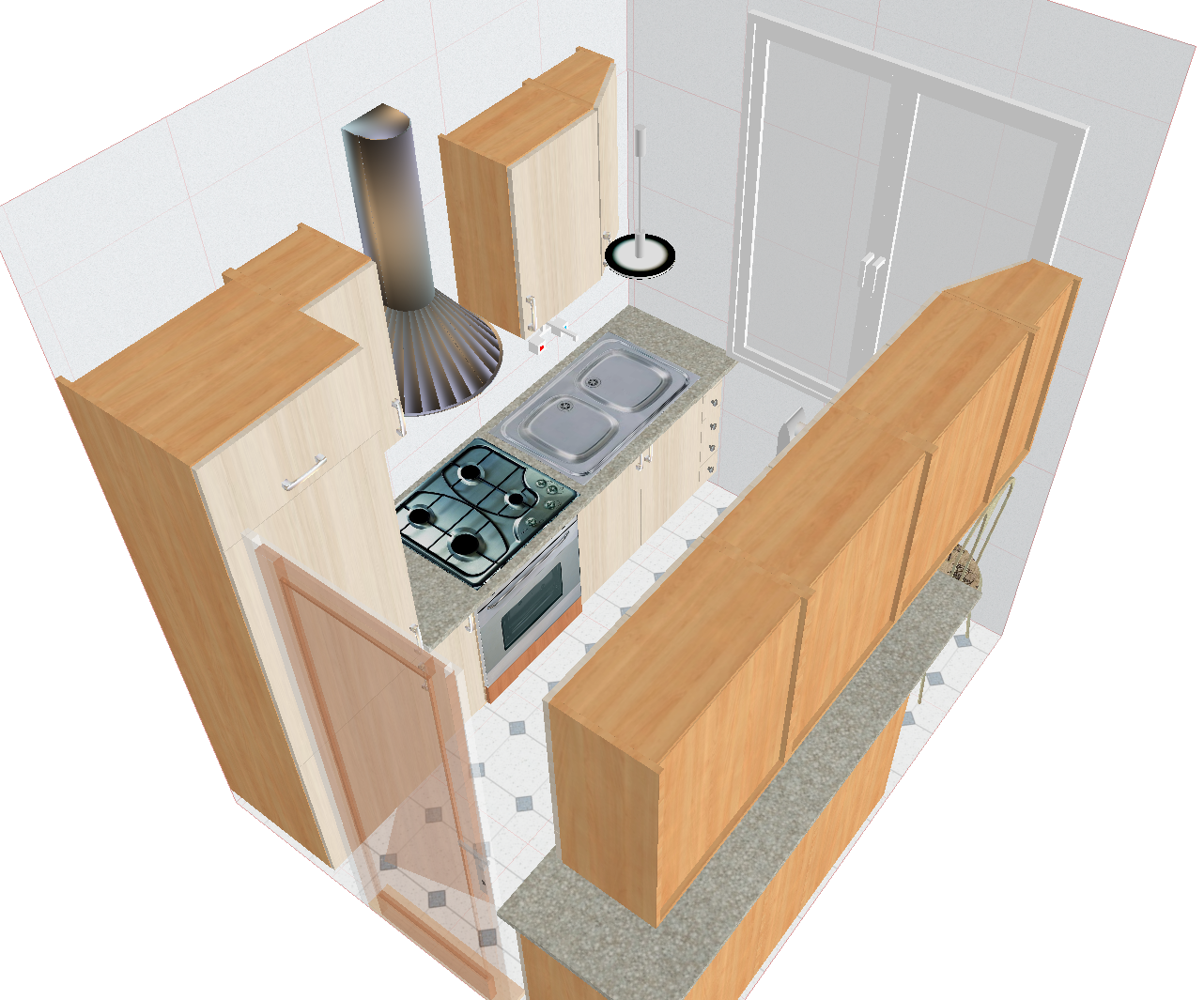
透視図法で描かれた小さなキッチン

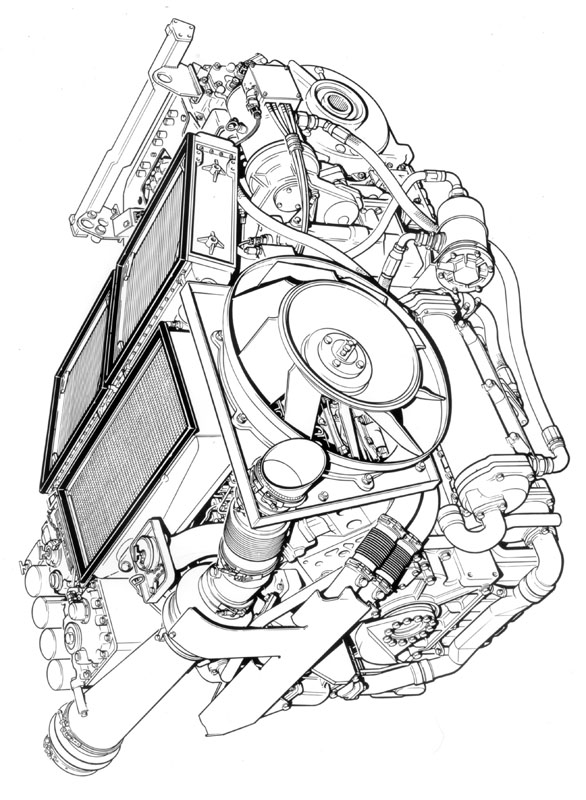
エンジンを描いた標準的な線によるイラストレーション。透視図法と線描技術の実践例

### コミュニケーションの種類
今日では、テクニカルイラストレーションはコミュニケーションの種類によって3つに分類される：
一般人対象のコミュニケーション
自動車や家電製品などに見られる図解入りの取扱説明書のように、一般大衆に情報を伝える。このタイプのテクニカルイラストレーションは一般人にも理解できる単純な用語と記号を用いる。
工学・科学の専門的なコミュニケーション
技術者・科学者が同業者に仕様などを伝える。この用法では、独自の複雑な用語と専門的な記号が用いられる。例としては原子力、航空宇宙、軍事などの領域がある。機械、電気、建築から
工学、その他さまざまな分野へとさらに細分化される。
高い技術を持つ専門家同士のコミュニケーション
技術者が、その分野について高い技術を持つが技術者ではない人に情報を伝える。利用者・オペレーター向けのドキュメンテーションに見られるイラストレーションがその例である。このタイプのイラストレーションは非常に複雑で、数値制御の機械を操作するための教材に用いられるイラストレーションなどに見られるように一般人には理解できない用語や記号が用いられる。

### 図の種類
テクニカルコミュニケーションで用いられる図の主な種類には次のものがある：
- 一般的な線画（投影図）
- 分解図
- 切り欠き図（en:Cutaway drawing）、透明図
- クリップアート、漫画

歯車ポンプの分解図
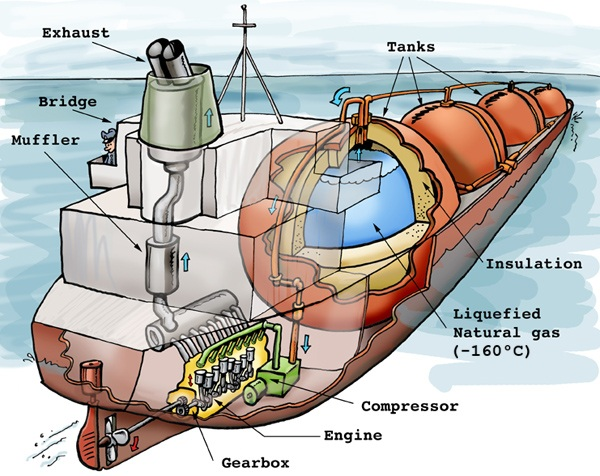
タンカーの切り欠き図。内部が見えるよう表面の一部を省略・透明化している
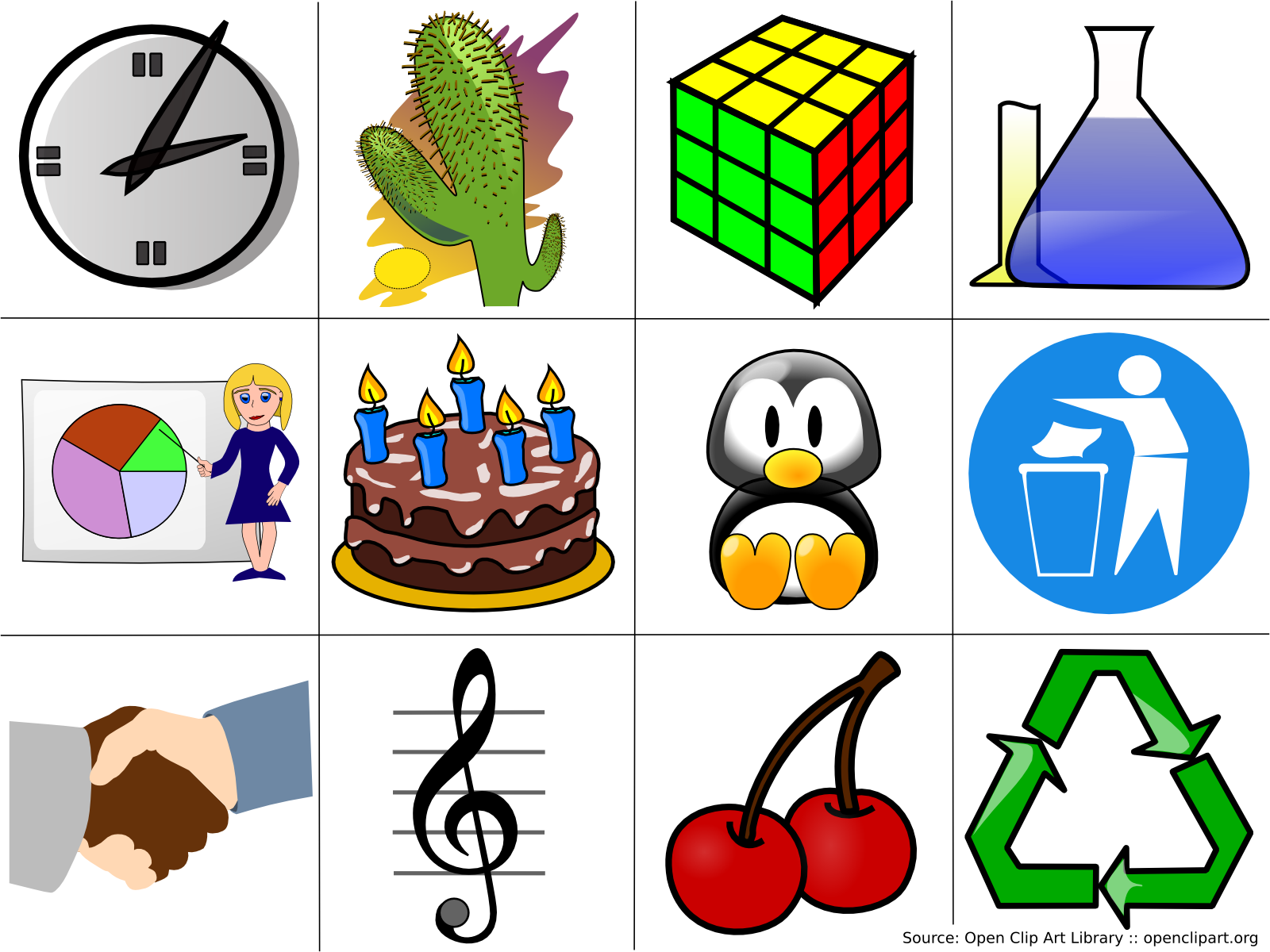
クリップアートは概念の説明に使用される既製の図像

## 技法
テクニカルイラストレーションには軸測投影法と呼ばれるさまざまな基本的な機械製図法が用いられる：
- 平行投影法（斜位、平面斜〔planometric〕、等角、二等角、三等角）
- 透視投影法（一点、二点、三点の消失点による）

作図には紙に書く製図用具のほか、コンピュータのドローソフトや、写真トレースなどの手法も用いられる
CADなどを使用したテクニカルイラストレーションでは、平面への投影だけではなくホログラフィーや立体視のような立体的な映像出力や3Dプリンタなどによるラピッドプロトタイピングのような実体の出力も用いられる。

投影法
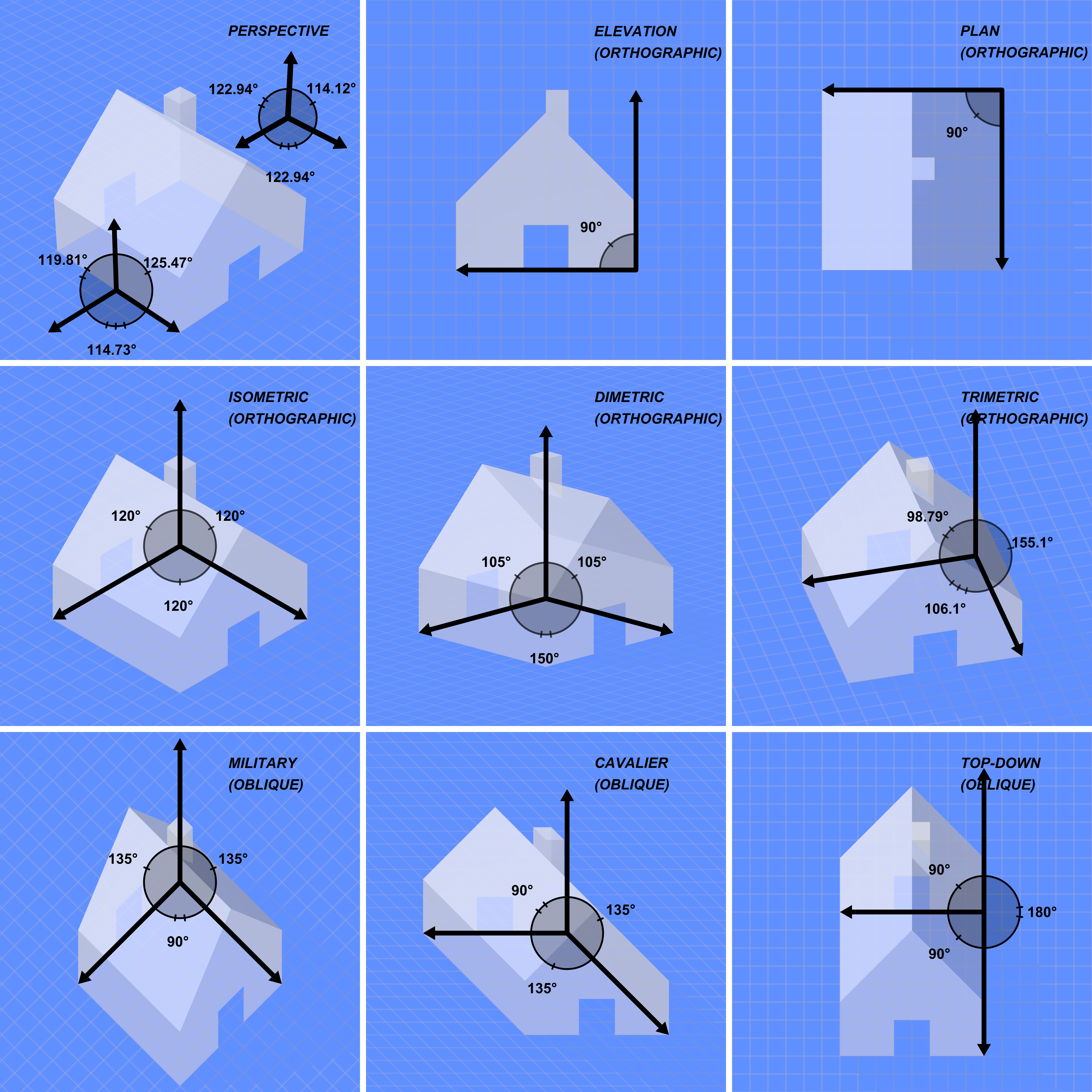
各種の平行投影法
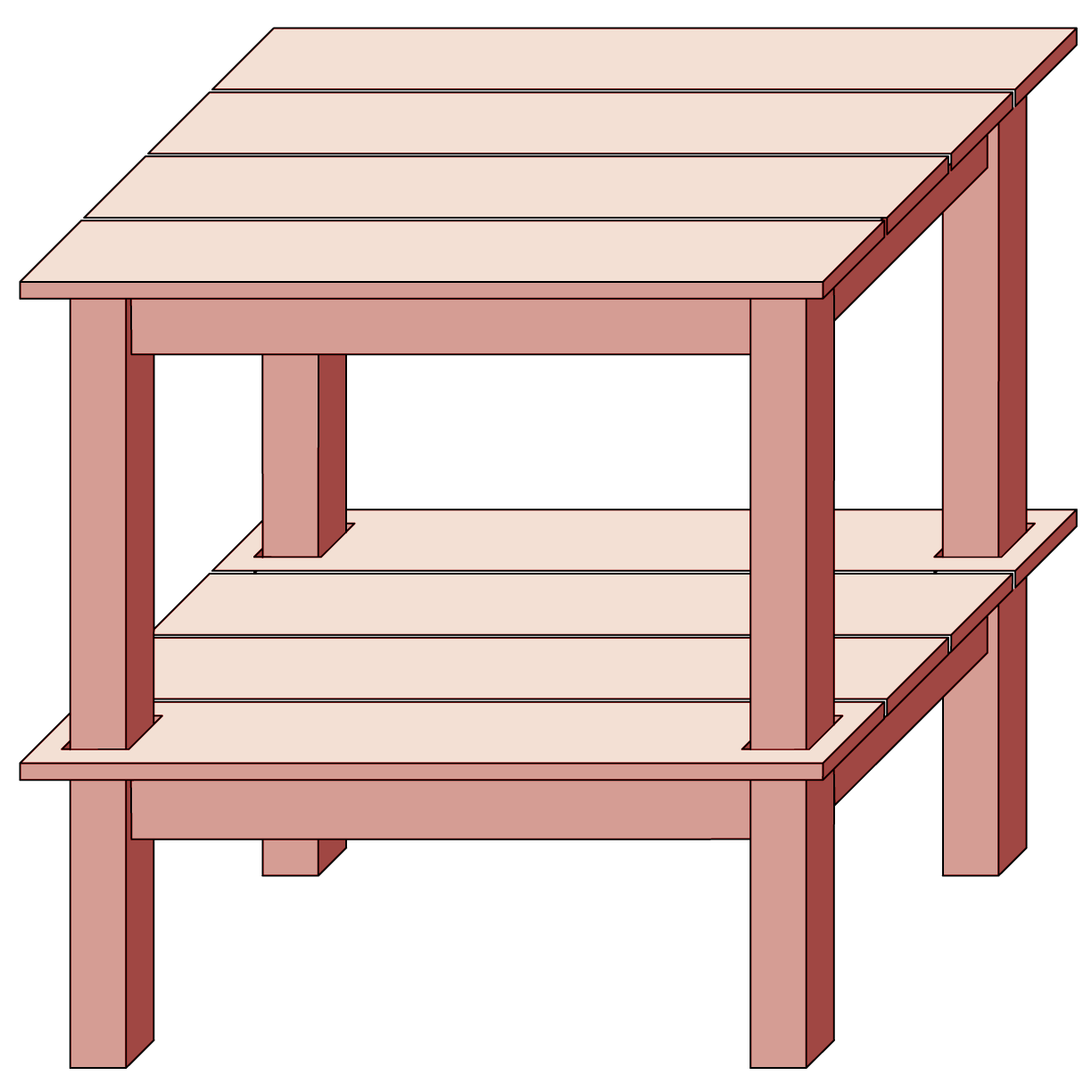
斜位投影法で描かれたベンチ
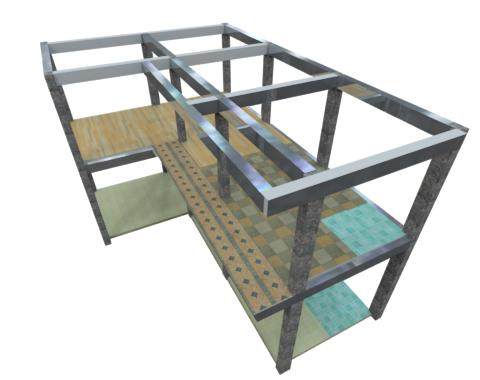
三点透視投影法
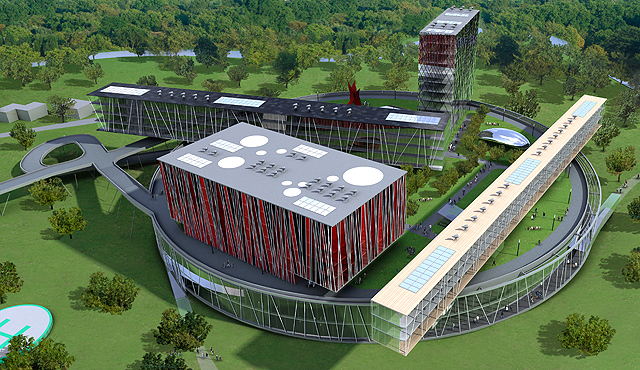
三点透視投影法による建築パース

立体・実体出力
CADによる作業工程
Mathematicaによる正四面体の立体視アニメーション
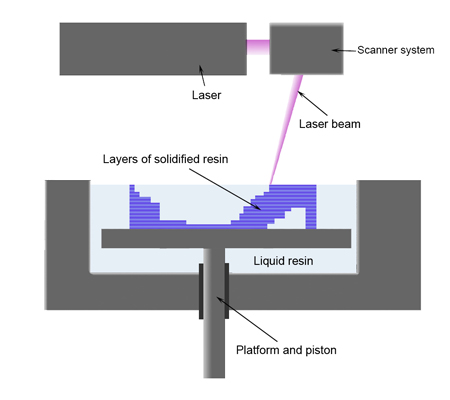
立体印刷の仕組み
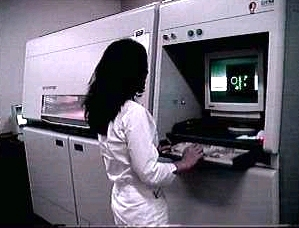
ラピッドプロトタイピング装置

## 関連分野

### 切り抜き図

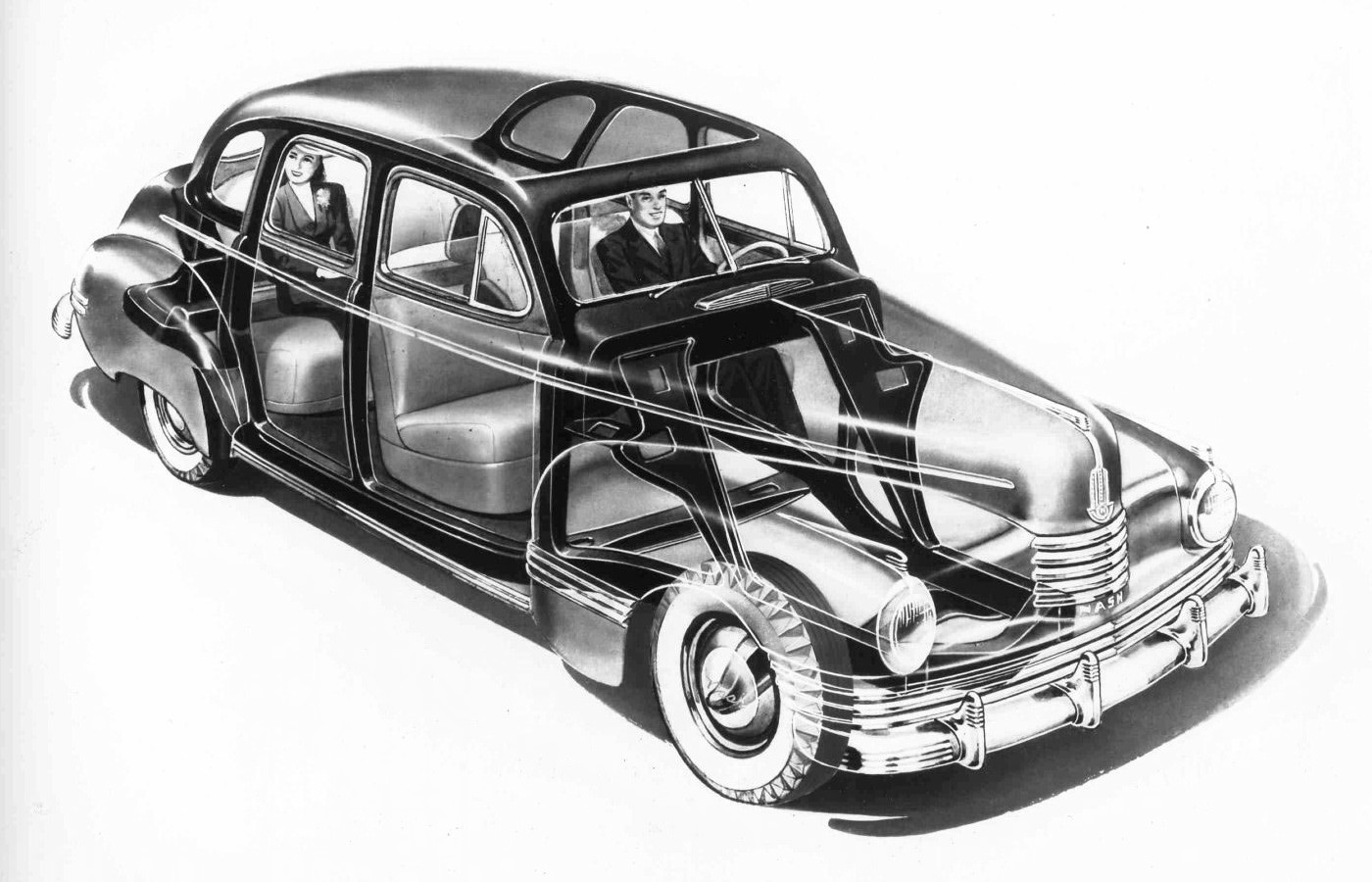
ナッシュ600、1940年代のアメリカ車の断面図面

切り抜き図は 3次元モデルの表面の一部がその外部との関係でモデルの内部を示すために一部を除去して表された技術的な説明図。
切り抜かれた図面の目的は、「観察者が他の固体の不透明な物体を見ることを可能にすることである。内側の物体を周囲の表面に照らす代わりに、外側の物体の部分を単に取り除くだけで、物体の一部切り取りや、それを部分的にスライスしたりして表している。切り取り図は、空間的な順序付けに関するあいまいさを避け、物体の前景と背景に鮮明なコントラストを与え、空間的な順序付けをよく理解させうる。

## 関連項目

ドラムセットのイラストレーション